# مجلس زيمسكي
زيمسكي سوبور أو مجلس زيمسكي (بالروسية: земский собор)، هو الهيئة النيابية العليا في روسيا القيصرية في القرنين 16 - 17. وهو مجمع للنواب من جميع الطبقات السكانية، طبقة النبلاء، وطبقة كبار رجال الكنيسة وممثلين عن العامة ومن بينهم التجار وسكان البلدات.

## التاريخ
عُقِد مجلس زيمسكي للمرة الأولى في سنة 1583 من قبل القيصر إيفان الرابع. خلال حكمه دعا هذا المجلس عدة المرات، وأصبح وسيلة اتخاذ القرارات القيصرية.
في سنة 1613 عقد المجلس زيمسكي العام، وتم في خلاله انتخاب ميخايل رومانوف قيصرا لروسيا بعد انتهاء زمن المحن.
أثناء عهد ميخائيل، عندما كانت سلالة رومانوف لا تزال ضعيفة، تم استدعاء هذه الجمعيات سنويا.
بعد أن اشتدت أسرة رومانوف في الحكم، بدأ مجلس زيمسكي يفقد تدريجيا أهميته السابقة. وعُقد في المرة الأخيرة في سنة 1683، حيث تم عقد الصلح مع الكومنولث البولندي الليتواني.